# Enconista obscura
Enconista obscura är en fjärilsart som beskrevs av Eugen Wehrli 1953. Enconista obscura ingår i släktet Enconista och familjen mätare. Inga underarter finns listade i Catalogue of Life.